# 西高岡駅
西高岡駅（にしたかおかえき）は、富山県高岡市立野高池町にある、あいの風とやま鉄道線の駅である。
2015年3月14日の北陸新幹線開業による経営移管までは、西日本旅客鉄道（JR西日本）北陸本線の駅であった。

## 歴史

西高岡駅の開業を報ずる新聞記事

- 1956年（昭和31年）11月19日：国鉄の北陸本線 福岡駅 - 高岡駅間に西高岡信号場として開設される[1]。
- 1957年（昭和32年）4月25日：駅に昇格し、西高岡駅として開業する（旅客駅）[2]。旅客と共に手荷物及び小荷物を取扱い、配達取扱をしない[2]。
- 1962年（昭和37年）8月10日：当駅 - 福岡駅間が複線化する[3]。
- 1964年（昭和39年）
  - 8月24日：金沢駅 - 富山操車場（現在の富山貨物駅）間が交流電化する[3]。
  - 9月29日：当駅 - 高岡駅間に千保川信号場が開設され、当駅 - 千保川信号場間が複線化する[1][3]。
- 1965年（昭和40年）8月25日：高岡駅 - 千保川信号場間が複線化し、千保川信号場が廃止される[1][3]。
- 1971年（昭和46年）10月1日：営業範囲を改正し、荷物の取扱を廃止する[4]。同時に無人駅となる[5]。
- 1987年（昭和62年）
  - 4月1日：国鉄分割民営化により、西日本旅客鉄道の駅となる[1]。
  - 12月：再び有人駅となる[6]。
- 2001年（平成13年）11月：無人駅となる[7]。
- 2002年（平成14年）4月1日：西日本旅客鉄道とJR西高岡駅利用促進協議会が乗車券類簡易委託販売業引渡式を挙行し、簡易委託駅となる[8]。
- 2015年（平成27年）
  - 3月14日：北陸新幹線金沢延伸開業に伴い、あいの風とやま鉄道の駅となる[9]。
  - 3月26日：ICカード「ICOCA」供用開始[10]。

## 駅構造
相対式ホーム2面2線を有する地上駅。分岐器や絶対信号機を持たないため、停留所に分類される。駅舎は下りホーム高岡寄りにあり、上りホームへは跨線橋で連絡している。
JR北陸本線時代末期は富山地域鉄道部が管轄し、民間へ窓口業務が委託された簡易委託駅であった。あいの風とやま鉄道への転換後も簡易委託駅の形態を継続している。JR時代の自動券売機は運賃改定に伴い撤去されたまま移管を迎えたが、移管から4年経過した2019年（平成31年）4月24日にあいの風とやま鉄道仕様の自動券売機が改めて設置された。

### のりば
| 番線 | 路線                  | 方向 | 行先           |
| ---- | --------------------- | ---- | -------------- |
| 1    | ■あいの風とやま鉄道線 | 下り | 高岡・富山方面 |
| 2    | ■あいの風とやま鉄道線 | 上り | 金沢方面       |

### 到着メロディ
2017年3月以前は、富山方面が『エリーゼのために』、金沢方面は『かっこう』が接近メロディとして流れていたが、2017年（平成29年）3月の新旅客案内システム導入に伴い、福岡駅と共通で、高岡市民の歌「ふるさと高岡」のおりんによるアレンジが到着メロディとして使用開始された。

## 利用状況
2020年（令和2年）度の1日平均乗車人員は472人である。
『富山県統計年鑑』、『高岡市統計書』及びあいの風とやま鉄道発表資料によると、近年の1日平均乗車人員は以下の通りである。
| 年度   | 1日平均 乗車人員 |
| ------ | ---------------- |
| 1995年 | 496              |
| 1996年 | 474              |
| 1997年 | 447              |
| 1998年 | 511              |
| 1999年 | 499              |
| 2000年 | 497              |
| 2001年 | 494              |
| 2002年 | 525              |
| 2003年 | 561              |
| 2004年 | 581              |
| 2005年 | 581              |
| 2006年 | 573              |
| 2007年 | 574              |
| 2008年 | 596              |
| 2009年 | 597              |
| 2010年 | 599              |
| 2011年 | 590              |
| 2012年 | 614              |
| 2013年 | 621              |
| 2014年 | 537              |
| 2015年 | 597              |
| 2016年 | 589              |
| 2017年 | 617              |
| 2018年 | 569              |
| 2019年 | 593              |
| 2020年 | 472              |

備考
1. ↑  2015年3月13日までの347日間の1日平均乗車人員は528人、3月14日から3月31日までの18日間における1日平均乗車人員は697人。

## 駅周辺
かつては水田が広がるのみであったが近年は宅地化が進み、利用者が漸増傾向にある。
- 北陸自動車学校
- 北陸コカ・コーラボトリング本社
- 高岡市立五位中学校
- 西念寺
- 高岡西部総合公園野球場

## 隣の駅
あいの風とやま鉄道
■あいの風とやま鉄道線
福岡駅 - 西高岡駅 - 高岡やぶなみ駅